# Tigre partido
Tigre egy partido Argentína középpontjától keletre, Buenos Aires tartományban. Székhelye Tigre.

## Népesség
A partido népessége a közelmúltban a következőképpen változott:
| Év   | Lakosság |
| ---- | -------- |
| 2001 | 300 385  |
| 2010 | 376 381  |